# Hug II de Nordgau

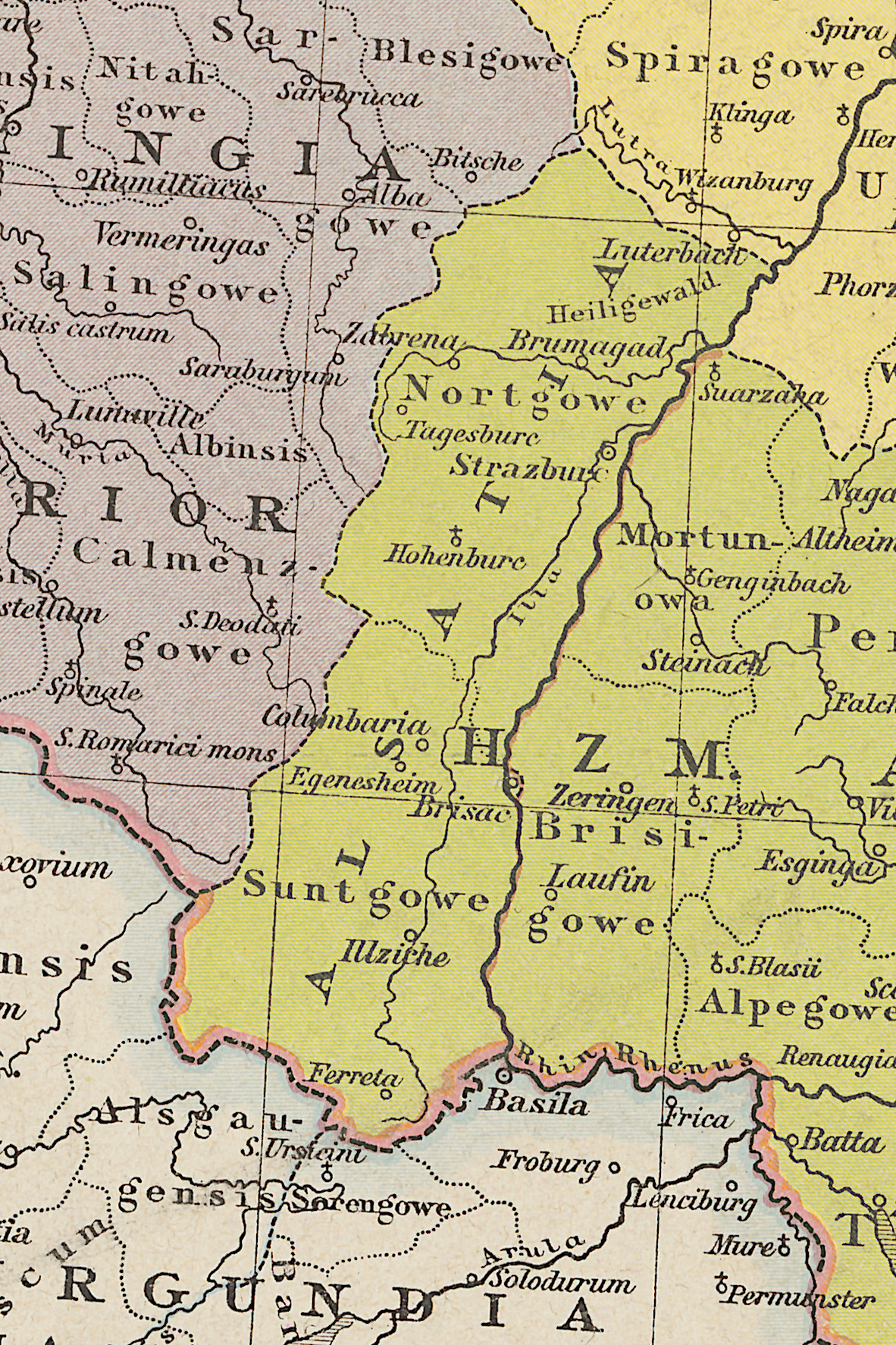
Mapa de la regió d'Alsacia.

Hug II de Nordgau, dit l'Enrocat, mort abans de 986 fou comte al Nordgau. Fou el gran dels cinc fills d'Eberard IV de Nordgau
Va succeir al seu pare el 951 al comtat del Nordgau, després que aquest últim va abdicar al seu favor, i es va retirar a les seves terres d'Altorf, on desitjava fundar una abadia; l'abadia d'Altorf serà fundada finalment pel seu fill i successor el 968.
Aquest mateix any apareix fent donació a l'emperadriu Adelaida de Borgonya de la senyoria de Seltz, sobre la qual Adelaida va fundar el monestir doble, en el qual morirà el 16 de desembre de 999.

## Filiació
Es va casar amb Luitgarda (o Hildegarda) de Metz, de la qual va tenir:
- Eberard V de Nordgau, comte al Nordgau,
- Hug IV de Nordgau, comte du Nordgau, d'Eguisheim i de Dabo (Dagbsburg), que succeirà als seus nebots Hug III i Eberard VI u serà el pare del papa Lleó IX.
- Matfrid,
- Gisela.